# Prospherysa
Prospherysa – rodzaj muchówek z rodziny rączycowatych (Tachinidae).

## Wybrane gatunki
- P. aemulans Wulp, 1890[1]
- P. mimela (Reinhard, 1953)[1]
- P. pulverea (Coquillett, 1897)[1]